# Освајачи олимпијских медаља у атлетици — скок удаљ без залета за мушкарце
Освајачи олимпијских медаља у атлетици за мушкарце у дисциплини скок удаљ без залета, која је на програму Игара била 4 (5) пута, приказани су у следећој табели са резултатима који су исказани у метрима.
| Олимпијске игре        | Злато                         | Злато      | Сребро                            | Сребро | Бронза                             | Бронза |
| ---------------------- | ----------------------------- | ---------- | --------------------------------- | ------ | ---------------------------------- | ------ |
| Париз 1900. детаљи     | Реј Јури САД                  | 3,21 ОР    | Ирвинг Бакстер САД                | 3,135  | Емил Торшбеф Француска             | 3,03   |
| Сент Луис 1904. детаљи | Реј Јури · Сједињене Државе   | 3,47 СР ОР | Чарлс Кинг · Сједињене Државе     | 3,27   | Џон Билер · Сједињене Државе       | 3,25   |
| Атина 1906.¹           | Реј Јури · Сједињене Државе   | 3,30       | Мартин Шеридан · Сједињене Државе | 3,095  | Лосон Робертсон · Сједињене Државе | 3,05   |
| Лондон 1908. детаљи    | Реј Јури САД                  | 3,335      | Константинос Циклитирас Грчка     | 3,235  | Мартин Шеридан САД                 | 3,23   |
| Стокхолм 1912. детаљи  | Константинос Циклитирас Грчка | 3,37       | Плат Адамс САД                    | 3,36   | Бенџамин Адамс САД                 | 3,28   |

¹ На десетогодишњицу првих модерних Олимпијских игара одржане су 1906. у Атини тзв. Олимпијске међуигре у организацији Међународног олимпијског комитета.

## Биланс медаља у скоку удаљ без залета
|    | Држава           | Злато | Сребро | Бронза | Укупно |
| -- | ---------------- | ----- | ------ | ------ | ------ |
| 1. | Сједињене Државе | 3     | 3      | 3      | 9      |
| 2. | Грчка            | 1     | 1      | -      | 2      |
| 3. | Француска        | -     | -      | 1      | 1      |
|    | Укупно (3)       | 4     | 4      | 4      | 12     |